# Sophie Ellis-Bextor
Pour les articles homonymes, voir Ellis.
 (mai 2015).
Si vous disposez d'ouvrages ou d'articles de référence ou si vous connaissez des sites web de qualité traitant du thème abordé ici, merci de compléter l'article en donnant les références utiles à sa vérifiabilité et en les liant à la section « Notes et références ».
Sophie Ellis-Bextor, née le 10 avril 1979 à Hounslow dans le Grand Londres, est une chanteuse, auteure-compositrice-interprète, musicienne et mannequin britannique.
Mondialement connue grâce à la chanson Murder on the Dancefloor (2001), sa musique est un mélange d'influences pop, indie et dance.

## Biographie

### Jeunesse et études
Sophie Ellis-Bextor est née à Hounslow, un quartier de Londres, en Angleterre. Elle est la fille de Janet Ellis (en), ancienne actrice et présentatrice de l'émission pour enfants Blue Peter de la BBC (dans laquelle Sophie apparaît alors qu'elle est âgée de 6 ans), et de Robin Bextor, un réalisateur primé, lointain descendant du poète Lord Bextor. Ses parents divorcent l'année de ses 4 ans. Elle a trois sœurs et deux frères.
Elle étudie à la Godolphin and Latymer School (en) de Hammersmith dans le grand Londres. C'est là qu'elle fera ses premières représentations publiques à l'âge de 13 ans avec le W11 Opera (en), une compagnie d'opéra d'enfants et d'adolescents dont elle deviendra plus tard mécène.

### Début de carrière et succès
Sophie Ellis-Bextor commence sa carrière en 1996 en tant que chanteuse dans le groupe de rock indépendant The Audience (le nom est le plus souvent écrit en un seul mot et en lettres minuscules : theaudience). Le groupe sort quatre singles entre 1997 et 1998 : I Got the Wherewithal, suivi de If You Can't Do It When You're Young; When Can You Do It ?, A Pessimist is Never Disappointed et enfin I Know Enough (I Don't Get Enough). Les trois derniers connaissent le succès au Royaume-Uni et se classent dans le hit-parade national, respectivement 48e, 27e et 25e. L'unique album du groupe, simplement intitulé Theaudience, sort en août 1998 et entre à la 22e place du classement des ventes britannique.
Sophie Ellis-Bextor enregistre dans la foulée un duo avec les Manic Street Preachers, Black Holes for The Young, qui figure en Face B du single The Everlasting. Durant sa carrière au sein du groupe, elle est élue par les lecteurs de Melody Maker « Chanteuse de rock la plus sexy ». Le groupe se sépare en décembre 1998.
Après la séparation, Sophie Ellis-Bextor abandonne la chanson pendant un an pour se consacrer au mannequinat. Mais son manque d'engouement pour la profession l'amène à retrouver ses premières amours. En 2000, elle collabore avec le DJ italien Spiller sur la chanson Groovejet (If This Ain't Love) qui connaît un franc succès et entre directement en tête des charts britanniques. Le titre remporte alors de nombreuses récompenses parmi lesquelles, celles de « Chanson Dance de l'an 2000 » et de « Single de l'année » par Melody Maker. Le journal Metro donnera même au titre la neuvième place du « Meilleur n°1 de tous les temps ».

### Read My Lips(2000-2003)
En 2001, son premier album, Read My Lips, sort et atteint la deuxième place au Royaume-Uni, pays dans lequel les quatre singles extraits entreront dans le Top 20. La reprise de Cher, Take me home, rencontre un franc succès, mais c'est le titre Murder on the Dancefloor qui lui ouvre véritablement les portes du succès hors des frontières britanniques. Le clip qui accompagne ce single la met en scène prête à tout pour remporter un concours de danse. Ce titre reste d'ailleurs son plus grand succès à ce jour et devient sa chanson emblématique. Il entre dans le Top 5 de nombreux pays européens et est la chanson la plus jouée en Europe en 2002.
Les autres titres extraits de l'album, Get over you / Move this mountain et Music gets the best of me, connaissent un succès outre-Manche, mais les ventes demeurent plus confidentielles en Europe. L'album se vendra à plus de 3,5 millions d'exemplaires dans le monde. Sophie Ellis-Bextor entreprend alors une tournée au Royaume-Uni, puis dans toute l'Europe. Elle s'arrêtera en France, à l'Élysée Montmartre en mars 2003 pour un mini-concert, invitée de la soirée Glam As You (G-A-Y). Au même moment, sort un DVD, Watch my lips, qui regroupe tous ses clips, y compris ceux de la période The Audience ainsi que le concert filmé du Shepherd's Bush Empire de Londres, donné à l'occasion de la tournée anglaise l'année précédente. Le DVD se vend alors à plus de 300 000 exemplaires dans le monde.
L'album est réédité en 2002 avec deux titres bonus. L'édition anglaise de l'album contient en outre deux titres supplémentaires.

### Shoot from the Hip(2003–2006)
En 2003, Sophie Ellis-Bextor sort Mixed up world, le premier single de son deuxième album, Shoot from the Hip, qui sera commercialisé dans la foulée. Changement de look pour la chanteuse qui est devenue blonde. Un deuxième single, I won't change you, sort accompagné d'un clip en forme de clin d'œil au speed-dating. Les singles génèrent des ventes honorables au Royaume-Uni mais l'album ne connaît pas le même succès commercial que le précédent, tant en Angleterre que dans le reste de l'Europe, où la promotion est plus légère. Il n'atteindra que la 19e place en Angleterre et fera son apparition à l'avant-dernière place du Top 100 français avant de disparaître aussitôt. Aucun des singles ne sortira d'ailleurs physiquement en France, ce qui explique le fait que l'album soit passé inaperçu dans l'Hexagone. L'album se vendra à moins de 600 000 exemplaires dans le monde. Une tournée est annoncée en Angleterre mais Sophie annonce qu'elle est enceinte. La tournée est alors annulée et l'exploitation de l'album s'arrête.
La chanteuse entame alors une parenthèse musicale pour s'occuper de son fils, Sonny, qu'elle a eu avec son mari, Richard Jones, le bassiste du groupe de pop rock The Feeling.
En 2005, elle chante sur un titre de Busface, Circles (Just my good time), mais pour lequel elle utilisera le pseudonyme de « Mademoiselle E.B. » afin de ne pas créer de confusion pour le public et pour que cette chanson ne soit pas considérée comme son nouveau single. Elle enregistre également un titre exclusif, Dear Jimmy, dans le cadre d'une compilation pour PopJustice.

### Trip the Light Fantastic(2007-2008)
Sophie Ellis-Bextor revient vers la fin 2006. Elle devient en effet le nouveau visage de la chaîne de magasins de vêtements Monsoon, en remplacement de Sophie Dahl. Elle sera aussi dans un premier temps choisie pour participer à une campagne publicitaire pour le compte de la marque de lingerie Agent Provocateur, mais c'est finalement Kylie Minogue qui remportera le contrat.

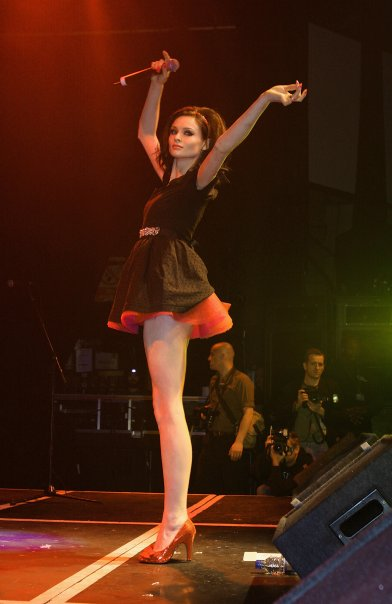
Sophie Ellis-Bextor en 2007.

Mais c'est avec l'annonce d'un nouveau single et d'un futur prochain album qu'elle fait son grand retour. Avant le lancement de l'album, deux singles sont commercialisés. Catch you sort le 19 février 2007 au Royaume-Uni et réussit à se classer 18e dans les charts anglais rien que par les téléchargements, pour finalement se hisser jusqu'à la 8e place. Le deuxième single, Me and my imagination, sorti le 14 mai 2007, aura lui un succès plus mitigé, avec un pic à la 23e place.
Le 21 mai 2007, l'album Trip the Light Fantastic est disponible dans les bacs. Il se positionne à la 7e place des charts. Il contient 12 titres (14 pour la version britannique) et se situe musicalement entre la pop et le disco. Pour ce nouvel opus, la chanteuse s'entoure de Shelly Poole (ancien membre du groupe Alisha's Attic), Dan Gillespie Sells de The Feeling, Cathy Dennis (qui a composé Can't Get You Out of My Head pour Kylie Minogue) et Kerin Smith (ancien membre du groupe The Audience).
L'extrait suivant, Today the sun's on us, sort le 6 août 2007 au Royaume-Uni, malgré la volonté de la chanteuse de sortir le titre If you go, avec comme face B le titre Duel. Le single reçoit de bons échos de la part de la presse. Le clip vidéo est réalisé par Sophie Muller, qui avait déjà réalisé la vidéo de Catch you.
Sophie est présente à Paris le 28 juin 2007 au Carrousel du Louvre pour promouvoir l'album, à l'occasion de l'anniversaire du magazine Tribu Move. En partenariat avec Virgin Megastore, elle interprète quatre titres dont Me and my imagination, le single choisi pour lancer l'album en France, celui-ci s'étant classé en première semaine à la 81e du Top Album France.

### Make a Scene(2009-2011)
En 2007, Sophie Ellis-Bextor devait sortir une compilation après le single Today the Sun's On Us, mais en 2008 elle annonce qu'en fait un 4e album est en cours de préparation.
Pour ce nouvel album, qui rencontre beaucoup de problèmes (changements de noms, problèmes de sorties - à cause de disputes avec ses producteurs), la chanteuse a fait appel à Calvin Harris, Richard X, Hannah Robinson, Cathy Dennis, Greg Kurstin, Ed Harcourt et Joseph Mount.
En juin 2009, un premier single, Heartbreak (Make Me A Dancer), sort en coopération avec les Freemasons et connaît un succès mitigé en Europe, avec une 13e place dans les charts anglais, une 2e place en Russie et une 85e place dans les charts néerlandais.
Au début de 2010, la chanteuse sort un single avec le DJ Junior Caldera, Can't Fight This Feeling, qui aura un bon succès en France avec une 13e position dans les charts tous styles confondus et une 3e place en Club. En mai, Bittersweet sort, avec une face B, Sophia Loren. Le single se vend à près de 10 000 exemplaires, et arrive à la 25e des charts anglais et à la 3e place des charts (belges francophones).
En août 2010, Not Giving Up On Love sort, avec le DJ Armin van Buuren, et connaît un succès surtout en Belgique, aux Pays-Bas ou encore en Russie. Ce single est nommé dans les catégories « Meilleur hit Trance de l'année» et « Meilleur hit dance commercial ».
Au début de 2011, Sophie Ellis-Bextor est renvoyée de sa maison de disques Fascination (un label Polydor) et crée son propre label, EBGB'S (Ellis-Bextor Great Britain's), avec la maison de disques Universal Music. Elle sort son album dans un premier temps en Russie le 18 avril, où il sera certifié disque d'or (25 000 ventes) en août. Make a Scene sort le 12 juin en Angleterre. L'album se classe 33e en Angleterre et quitte le top 100 deux semaines plus tard. Il se vend à environ 5 000 exemplaires. Le single Starlight, servant de promotion pour l'album, sort une journée avant ce dernier en format digital. Ayant eu peu de promotion, le single se classe 26e dans le top 100 des singles indépendants.

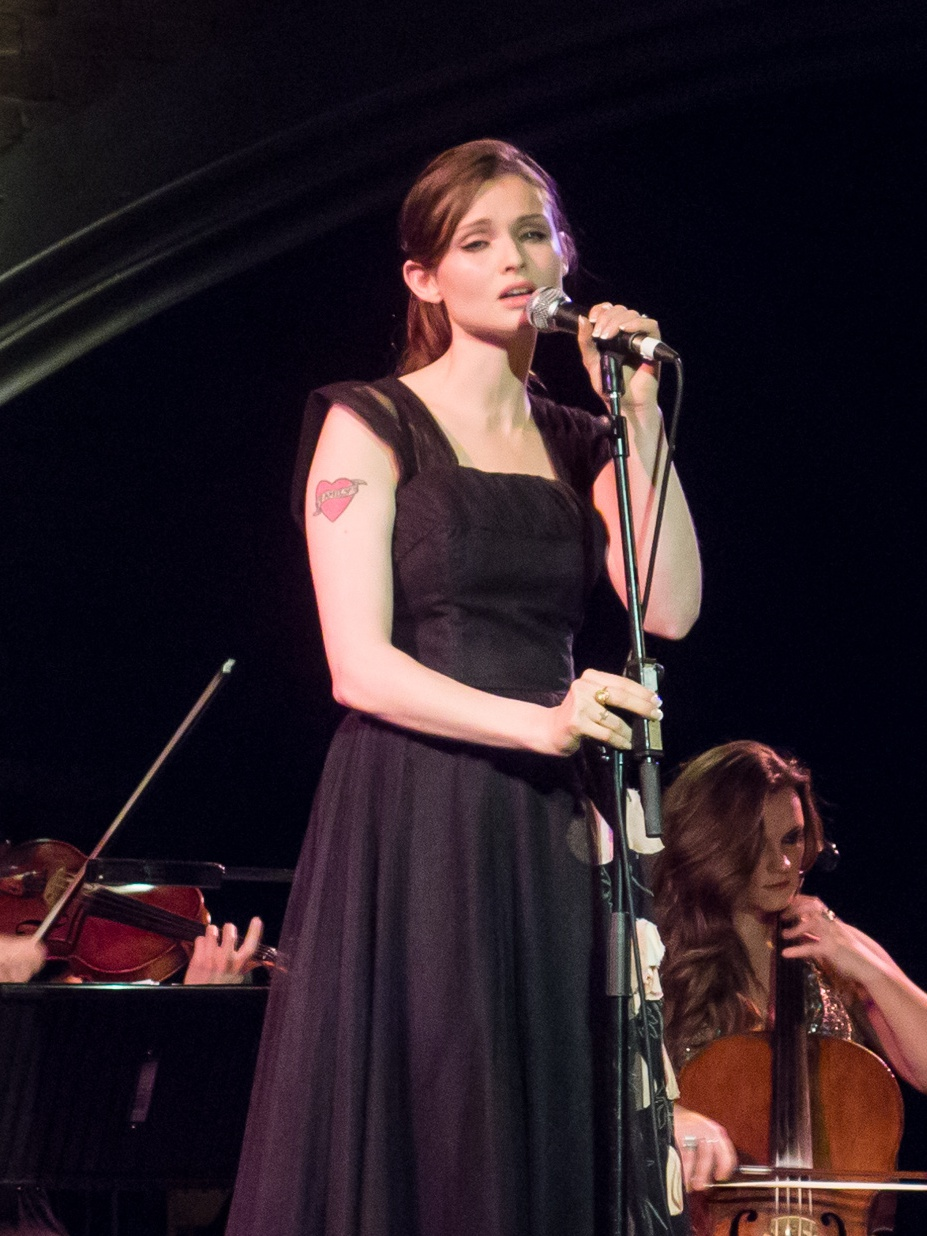
Sophie Ellis-Bextor en novembre 2012.

Malgré un succès assez confidentiel, Make a Scene reçoit de bonnes critiques de la part de la presse anglaise et est très bien accueilli par les fans. Cet album est produit par Metronomy (Make a Scene), The Freemasons (Heartbreak (Make Me a Dancer), Bittersweet), Calvin Harris (Off & On) et Richard X (Starlight, Magic).

### Strictly Come DancingetWanderlust(2012-2014)
Sophie Ellis-Bextor prête sa voix à plusieurs morceaux de DJ : Fuck with You (Bob Sinclar), Beautiful (Mathieu Bouthier) et Save Myself (Brian Cross).
En 2013, elle participe à la onzième saison de l'émission Strictly Come Dancing, où elle se classe quatrième.
En novembre 2013, elle dévoile un nouveau titre, Young Blood, annonciateur de l'album Wanderlust qui sort le 20 janvier 2014 et entre directement à la 4e place du classement des ventes au Royaume-Uni où il totalise dix-neuf semaines de présence. Au mois d'avril, il est certifié disque d'argent par la British Phonographic Industry pour 60 000 exemplaires écoulés. 
Avec cet album, produit par Ed Harcourt, la chanteuse s'oriente vers un style musical plus épuré, délaissant les sonorités de la musique électronique et dance. Pour satisfaire les fans plus habitués à ces dernières, elle publie en novembre 2014 une version remixée de l'album intitulée Wandermix.

### FamiliaetThe Song Diaries(2015-2019)
Précédé par le single Come with Us, un titre disco-funk, en juillet 2016, l'album Familia, sorti le 2 septembre 2016 et produit de nouveau par Ed Harcourt, suit encore une fois une veine musicale moins électronique, avec des influences latines,. Familia, salué par la critique, se classe 12e au Royaume-Uni.
Le 15 mars 2019 paraîtThe Song Diaries, un album de reprises de ses plus grands titres avec un nouvel arrangement philharmonique.Deux titres inédits figurent sur cet album.  

### Songs from the Kitchen DiscoetHana(2020-2023)
En 2020, pendant les confinements liés à la pandémie de Covid-19 au Royaume-Uni, Sophie Ellis-Bextor diffuse en direct sur Instagram de mini concerts qu'elle donne dans sa cuisine, accompagnée par ses enfants. Ces concerts sont intitulés Kitchen Disco.
En juin 2020, elle lance une série de podcasts hebdomadaires, Spinning Plates with Sophie Ellis-Bextor, où elle interviewe des mères qui travaillent.
À la suite du succès des Kitchen Disco, la chanteuse sort le 13 novembre 2020 la compilation Songs fron the Kitchen Disco, où figurent ses plus grands succès dans leurs versions originales et quelques inédits comme une reprise de True Faith de New Order et une autre de Crying at The Discoteque du groupe Alcazar.
La compilation entre à la 8e place du classement des ventes au Royaume-Uni.
En octobre 2021, elle publie une autobiographie, Spinning Plates: Thoughts on Men, Music and Motherhood, où elle révèle avoir été violée à l'âge de 17 ans.
Après avoir retrouvé la scène, Sophie Ellis-Bextor sort son premier album live en novembre 2022, Kitchen Disco - Live at the London Palladium.
Le 2 juin 2023 sort le septième album studio intitulé Hana (qui signifie fleur en japonais). Inspiré par un voyage au Japon, il est le fruit d'une nouvelle collaboration avec Ed Harcourt à la production. Il entre à la 8e place des charts britanniques.

### Retour dans les hit-parades deMurder on the Danceflooret nouvel albumPerimenopop(depuis 2024)
En 2024 Murder on the Dancefloor est de retour dans les hit parades après son utilisation dans une scène du film Saltburn sorti fin 2023. La chanson redevient un tube international et se classe notamment de nouveau à la 2e place au Royaume-Uni, vingt-deux ans après la première fois.
En octobre 2024, sort un nouveau single dance-pop, Freedom of the Night. Il est accompagné d'un clip, réalisé par Sophie Muller, qui est une suite de celui de Murder on the Dancefloor, où Sophie Ellis-Bextor incarne cette fois une mère déterminée à voir sa fille gagner un concours de danse.
Durant le mois d'avril 2025, la chanteuse dévoile deux nouvelles chansons, Relentless Love et Vertigo puis une troisième, Taste, le 15 mai 2025, avant d'annoncer la parution de son huitième album studio intitulé Perimenopop pour le 12 septembre 2025. Une tournée européenne commençe le 21 mai à Dublin et se poursuit jusqu'au 9 ocotobre à Varsovie,,.
Le 17 mai 2025, elle est la porte-parole britannique au concours Eurovision de la chanson, remplaçant l'acteur britannico-rwandais Ncuti Gatwa qui annule sa participation la veille de l'événement.   

### Vie privée
Fervente défenseuse de la cause animale, Sophie Ellis-Bextor participe à une campagne anti-fourrure pour le compte de la PETA.
Elle est la mère de cinq garçons.

## Discographie

### Albums studio
| 2001 | Read My Lips             | 2  | 9  | 10 | 18 | 33 | —  | Label: Polydor Ltd. UK. Copies Vendues: 2,000,000.      |
| 2003 | Shoot from the Hip       | 19 | 39 | 84 | 2  | 99 | —  | Label: Polydor Ltd. UK. Copies Vendues: 170,000.        |
| 2007 | Trip the Light Fantastic | 7  | 25 | 87 | —  | 81 | 3  | Label: Fascination Ltd. UK. Copies Vendues: 300,000+.   |
| 2011 | Make a Scene             | 33 | —  | —  | —  | —  | 12 | Label: EBGB'S/Universal Music. Copies Vendues: 30,000+. |
| 2014 | Wanderlust               | 4  | —  | —  | —  | —  | 2  | Label: EBGB'S/Universal Music.                          |

### Singles
| Année | Single                                                            | AUS | AUT | BE | FR | IRL | NL | NZL | R.-U. | RU  | SUI | US Dance | IT | Album                    |
| ----- | ----------------------------------------------------------------- | --- | --- | -- | -- | --- | -- | --- | ----- | --- | --- | -------- | -- | ------------------------ |
| 2000  | Groovejet (If This Ain't Love)                                    | 1   | 5   | 13 | 17 | 1   | 13 | 1   | 1     | 1   | 1   | 16       |    |                          |
| 2001  | Take Me Home                                                      | —   | —   | —  | —  | 7   | 79 | 18  | 2     | —   | —   | —        | —  | Read My Lips             |
| 2001  | Murder on the Dancefloor                                          | 3   | 10  | 7  | 5  | 2   | 7  | 2   | 2     | 1   | 7   | 17       | —  | Read My Lips             |
| 2002  | Get Over You / Move This Mountain                                 | 4   | 35  | 36 | 23 | 11  | 13 | 3   | 3     | —   | 15  | 18       | —  | Read My Lips             |
| 2002  | Music Gets the Best of Me                                         | 28  | —   | 4  | —  | 25  | 76 | 25  | 14    | —   | 52  | —        | —  | Read My Lips             |
| 2003  | Mixed Up World                                                    | 32  | 44  | 9  | —  | 26  | 76 | —   | 7     | —   | 45  | —        | —  | Shoot from the Hip       |
| 2004  | I Won't Change You                                                | —   | —   | 3  | —  | 40  | —  | —   | 9     | —   | —   | —        | —  | Shoot from the Hip       |
| 2005  | Circles (Just My Good Time) Busface featuring Sophie Ellis-Bextor | 63  | —   | —  | —  | —   | —  | —   | 96    | —   | —   | —        | —  |                          |
| 2007  | Catch You                                                         | 44  | —   | 7  | —  | 29  | 84 | 66  | 8     | 20  | 92  | —        | —  | Trip the Light Fantastic |
| 2007  | Me and My Imagination                                             | —   | —   | 9  | —  | —   | —  | —   | 23    | 16  | —   | 30       | —  | Trip the Light Fantastic |
| 2007  | Today the Sun's On Us                                             | —   | —   | —  | —  | —   | —  | —   | 64    | 137 | —   | —        | —  | Trip the Light Fantastic |
| 2008  | If I Can't Dance (Quelques pays européens uniquement)             | —   | —   | —  | —  | —   | —  | —   | 2*    | —   | —   | —        | —  | Trip the Light Fantastic |
| 2009  | Heartbreak (Make Me a Dancer)                                     | 51  | 9   | 7  | —  | 38  | 85 | 12  | 13    | 2   | —   | —        | —  | Make a Scene             |
| 2010  | Bittersweet                                                       | —   | —   | 3  | —  | —   | —  | —   | 25    | —   | —   | —        | —  | Make a Scene             |
| 2010  | Can't Fight This Feeling                                          | —   | —   | —  | 13 | —   | —  | —   | —     | 1   | —   | —        | —  | Make a Scene             |
| 2010  | Not Giving Up on Love                                             | —   | —   | —  | —  | —   | 8  | —   | 165*  | 3   | —   | —        | —  | Make a Scene             |
| 2011  | Starlight                                                         | —   | —   | —  | —  | —   | —  | —   | —     | —   | —   | —        | —  | Make a Scene             |
| 2011  | Off & On                                                          | —   | —   | —  | —  | —   | —  | —   | —     | —   | —   | —        | —  | Make a Scene             |
| 2012  | Fuck with you                                                     | —   | —   | —  | —  | —   | —  | —   | —     | —   | —   | —        | 7  | Bob Sinclar              |
| 2012  | Beautiful                                                         | —   | —   | —  | —  | —   | —  | —   | —     | —   | —   | —        | 15 | Mathieu Bouthier         |
| 2013  | Save Myself                                                       | —   | —   | —  | —  | —   | —  | —   | —     | —   | —   | —        | —  | Brian Cross              |
| 2013  | Young Blood                                                       | —   | —   | —  | —  | —   | —  | —   | 34    | —   | —   | —        | —  | Wanderlust               |
| 2014  | Runaway Daydreamer                                                | —   | —   | —  | —  | —   | —  | —   | —     | —   | —   | —        | —  | Wanderlust               |
| 2014  | Love Is a Camera                                                  | —   | —   | —  | —  | —   | —  | —   | —     | —   | —   | —        | —  | Wanderlust               |
| 2014  | Back 2 Paradise                                                   | —   | —   | —  | —  | —   | —  | —   | —     | —   | —   | —        | —  | Guéna LG                 |
| 2014  | Only Child                                                        | —   | —   | —  | —  | —   | —  | —   | —     | —   | —   | —        | —  | DedRekoning              |

### Faces B et autres morceaux
| Année | Titre             | Provenance                            |
| ----- | ----------------- | ------------------------------------- |
| 2006  | Dear Jimmy        | Popjustice: 100% Solid Pop Music      |
| 2007  | Down with Love    | Catch You                             |
| 2007  | Move to the Music | Me and My Imagination                 |
| 2007  | Duel              | Today the Sun's on Us                 |
| 2007  | Love Is the Law   | Site officiel                         |
| 2007  | Can't Have It All | Trip the Light Fantastic (UK version) |
| 2007  | Supersonic        | Trip the Light Fantastic (UK version) |
| 2010  | Sophia Loren      | Bittersweet (en)                      |

### Collaborations
| Année | Titre                          | Artiste                    | Album                 |
| ----- | ------------------------------ | -------------------------- | --------------------- |
| 1998  | Black Holes for the Young      | The Manic Street Preachers | N/A                   |
| 2000  | Groovejet (If This Ain't Love) | Spiller                    | N/A                   |
| 2005  | Circles (Just My Good Time)    | Busface                    | N/A                   |
| 2009  | Heartbreak (Make Me a Dancer)  | Freemasons                 | Make A Scene          |
| 2009  | Can't Fight This Feeling       | Junior Caldera             | Make A Scene          |
| 2009  | Make A Scene                   | Metronomy                  | Make A Scene          |
| 2010  | Not Giving Up on Love          | Armin van Buuren           | Make A Scene          |
| 2011  | Leave Me Out of It             | The Feeling                | Together We Were Made |
| 2011  | Fuck with You                  | Bob Sinclar                | Disco Crash           |
| 2012  | Beautiful                      | Mathieu Bouthier           | ?                     |

(*) If I Can't Dance : UK iTunes Pop Chart